# 1217

## Събития
- Започва петият Кръстоносен поход.

## Родени
- Хулагу, монголски хан